# Gagan Mohindra
Gagan Mohindra, né le 7 avril 1978 est un homme politique du Parti conservateur britannique. Il est député de sud-ouest du Hertfordshire depuis 2019 .

## Jeunesse
Gagan Mohindra est né dans une famille Punjabi Hindu en 1978. Les parents de Mohindra sont tous deux originaires du Pendjab, en Inde et ont immigré au Royaume-Uni avant la naissance de Mohindra. Son grand-père paternel a servi dans l'armée indienne britannique.

## Carrière politique
Mohindra Ilsi comme candidat conservateur pour le sud-ouest du Hertfordshire après que l'ancien secrétaire à la Justice, David Gauke, ait été exclu pour avoir voté pour bloquer un Brexit sans accord. Mohindra est l'un des 15 députés d'origine indienne élus lors des élections de 2019. Il est élu conseiller du quartier Grange Hill au conseil du district forestier d'Epping en mai 2006, et il est conseiller de la division Chigwell et Loughton Broadway du conseil du comté d'Essex depuis 2017. Il continue à assumer ces fonctions après avoir été élu au parlement. Mohindra est le président des conservateurs d'Essex. Il se présente comme candidat du Parti conservateur à North Tyneside aux élections générales de 2010 et termine troisième dans un siège travailliste traditionnellement fort. Il est également sélectionné comme candidat pour Brentwood et Ongar en 2017, mais perd la nomination au profit d'Alex Burghart. En 2020, Mohindra est nommé au Comité des comptes publics.
Il soutient James Cleverly lors de l'élection à la direction du Parti conservateur de 2024.

## Vie privée
Mohindra a des racines dans la région du Pendjab en Inde et est membre des Amis conservateurs de l'Inde, un groupe au sein du Parti conservateur. Il est marié à une avocate spécialisée dans la protection de la vie privée.